# Rue Camille-Tahan
Pour les articles homonymes, voir Tahan (homonymie).
La rue Camille-Tahan est une voie du 18e arrondissement de Paris, en France.

## Situation et accès
La rue Camille-Tahan est une voie publique située dans le 18e arrondissement de Paris. Elle débute au 10, rue Cavallotti et se termine en impasse.

## Origine du nom

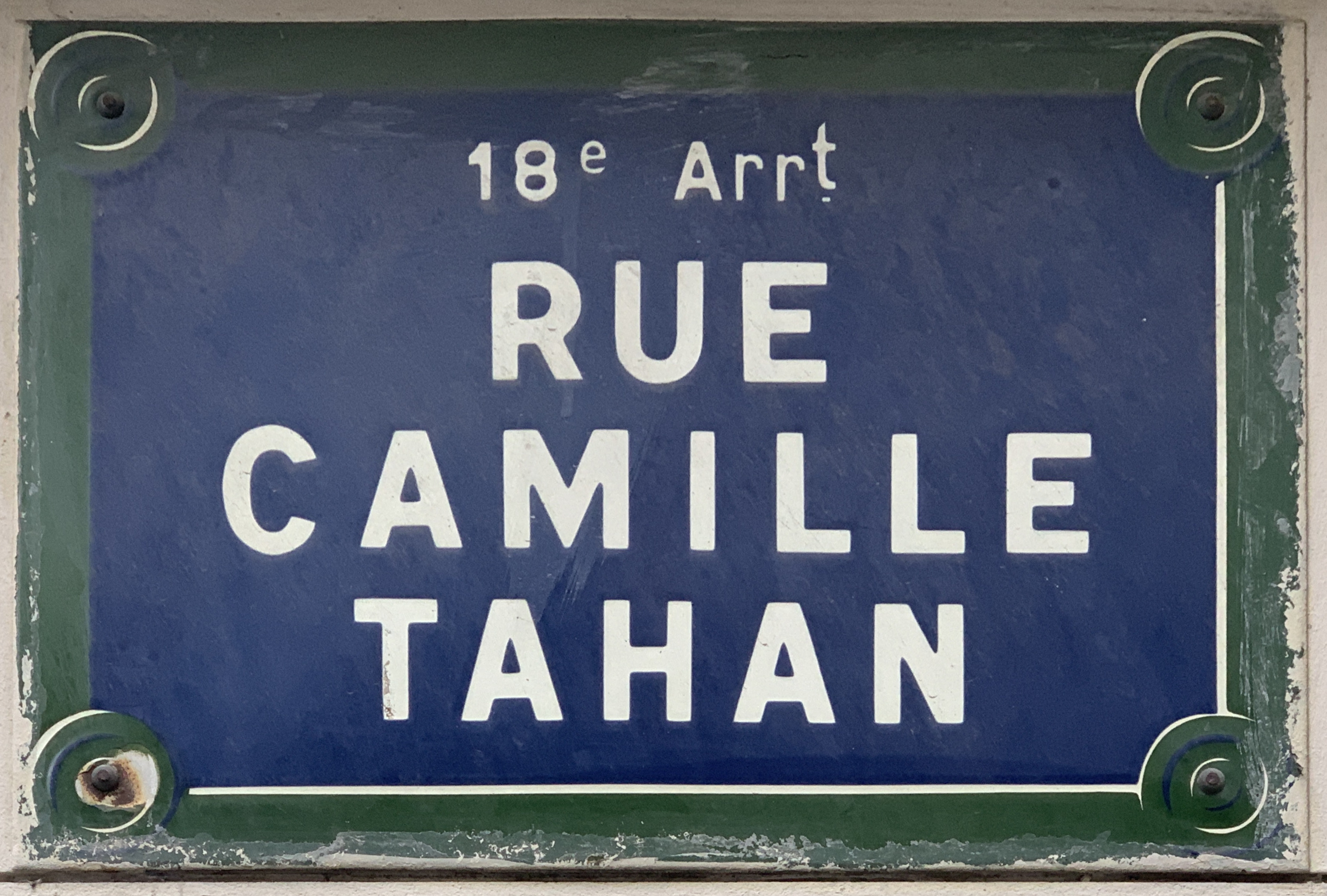
Plaque de la rue.

Cette voie a pris le nom du propriétaire des terrains sur lesquels elle a été ouverte.

## Historique
Cette voie est ouverte sous sa dénomination actuelle en 1897 puis est classée dans la voirie parisienne par un arrêté du 14 mai 1935.

## Bâtiments remarquables et lieux de mémoire
- Jean Fernand-Trochain (1879-1969), Georges Capon (1890-1980), Silvano Bozzolini (1911-1998) et Jack Chambrin (1919-1983), artistes peintres, vécurent au no 4.Les ateliers se trouvaient dans des batiments d'un ancien hippodrome. L'atelier du peintre Georges Dayez se trouvait, de 1956 à sa mort en 1991, au même no 4.